# 活樂地球
活樂地球氣候危機演唱會（英文：Live Earth Climate Crisis Concert）是于2007年7月7日在全世界不同地方舉行的一個跨國度的慈善音樂會，以提醒全球變暖以及溫室效應的危機。演唱會將會結合全球150個世界知名的影星以及2億人口，成為全球歷史上最大的事件。“Live Earth”一詞，台灣公共電視翻譯為“活樂地球”。
活樂地球氣候危機演唱會計劃的記者會由美國前副總統艾伯特·戈尔以及其他活動籌備人員在2007年2月15日於美國洛杉磯召開。這場演唱會不募款，盈餘所得歸給戈尔的非營利組織「氣候保護聯盟」（Alliance for Climate Protection）。這場演唱會是一個義演性質的音樂會，與22年前的1985年的援助演唱會以及2005年的現場八方演唱會类似。

## 舉辦地點

舉辦活樂地球氣候危機演唱會的城市以及其國家

演唱會的發起組織者打算讓演唱會在七大洲演出。他們在各個舉辦的地點將運用當地發電，高效率的能源運用，使用輪胎、油罐等作為表演舞台的部份製作物料，使對環境的衝擊減到最小。

### 非洲
- 南非約翰內斯堡可口可樂體育館

### 美洲
- Giants Stadium，美国新澤西州East Rutherford
- 国家广场, 美国首都華盛頓[3](臨時加開)
- 浩帕卡賓娜，巴西里約熱內盧

### 南極洲
- Rothera Research Station

### 亞洲
- 日本千葉縣幕張展覽館
- 日本京都市東寺
- 中國上海東方明珠塔（Live Earth上海演唱会）

### 大洋洲
- Aussie Stadium，澳洲悉尼Moore Park

### 歐洲
- 英國倫敦溫布萊球場
- 德國漢堡禾克斯公園球場

## 電視廣播
演唱會的發起組織，電視廣播將會遍及全球超過120個電視網絡。下列是廣播的頻道:
- 阿根廷: Canal 13, TN, Volver, Radio Mitre（英语：Radio Mitre） (Radio Station)
- : FOX8（英语：FOX8）（現場直播）、Channel [V] and Max Channel ,、NineMSN provides internet coverage,Triple M（英语：Triple M） provides radio coverage.
- 比利时: Jim
- 巴西: Rede Globo、Multishow（英语：Globosat）
- 保加利亚 : btv
- 加拿大: CTV電視網、MuchMusic（英语：MuchMusic）、MuchMoreMusic（英语：MuchMoreMusic）、Bravo!、Star!（英语：Star!）、CHUM Radio（英语：CHUM Radio）
- 捷克: Česká televize
- 丹麦: DR2
- 芬兰: YLE
- 法國: Metropole 6、W9、MTV 法國
- 德国: ProSieben（英语：ProSieben）、N24
- 直布罗陀: GBC
- 中国: 上海電視台文藝頻道、上海東方衛視
- 香港: 無綫翡翠台、無綫明珠台、無綫音樂台
- 冰島: RUV
- 印度: VH1
- 爱尔兰: RTÉ Two
- 以色列: 以色列第十頻道
- 義大利: MTV 意大利、La7（英语：La7）
- 日本: 日本放送協會、富士電視台
- 澳門: 澳門有線電視第一頻道
- 马来西亚: 當ntv7播放在倫敦的演唱會時，八度空間會同時播放早前在上海的演唱會
- 墨西哥: TV Azteca
- 荷蘭: Nederland 3（英语：Nederland 3） (BNN,NOS)[5]
- 新西兰: C4（英语：C4 (TV channel)）, The Edge（英语：The Edge (radio station)）, 1XX
- 挪威: NRK1, NRK2
- 波蘭: RMF FM（英语：RMF FM）
- 秘魯: TELESTEREO 88 FM
- 葡萄牙: 葡萄牙電視台暨電台
- 新加坡: 新傳媒電視第五頻道
- 西班牙: Canal+ 2（英语：Canal+ Spain）, Canal+ móvil（英语：Canal+ Spain）
- 斯里蘭卡: Yes FM (MBC Radio Network)
- 瑞典: SVT, SVT HD（英语：SVT HD）
- 臺灣: 臺灣公共電視
- 土耳其： NTV
- 乌干达: Touch FM（英语：Touch FM）
- 阿联酋: Dubai 92
- 英国: 英國廣播公司、BBC HD、BBC Radio 1
- 美国: 全國廣播公司、環球高清頻道、The Sundance Channel（英语：The Sundance Channel）、Bravo（英语：Bravo (television network)）、Telemundo、CNBC、MSNBC、Premiere Radio Networks（英语：Premiere Radio Networks）、Sirius Satellite Radio（英语：Sirius Satellite Radio）、XM Satellite Radio（英语：XM Satellite Radio）、WORLDSPACE Satellite Radio、Radio Express（英语：Radio Express）
- 網絡: MSN

## 入場券

### 美国
2007年4月16日開始發售，票價分別為$53, $83, $173 以及$348美元。

### 英国
想購買入場券需要在2007年4月13日下午12時在官方網站登記，而登記限期為72小時。成功登記的申請者可以獲邀在4月18日購買入場券。用這個方法目的是防止黃牛黨牟利。官方組織表示，在4月17日，已經有200,000人在網站登記。

### 
2007年5月18日開始發售，6月18日在網站Ticketek也開始發售，票價為$99美元。每次購票限額為４張。
此外，票價包含交通費用。

### 巴西
入場券是免費的，這個也是最大場館的演唱會，將會容納100萬人。

### 德国
2007年5月24日開始發售，票價分別為45、50以及55歐元。此外，票價將包含交通費用。

### 日本

#### 東寺
2007年6月9日開始發售，票價只得1萬日元一種。

#### 幕張展覽館
2007年6月9日開始發售，票價分為5,000日元（站立位置）、9,000日元（S區域）以及15,000（SS區域）。

### 南非
2007年6月11日開始發售，票價包含所有服務費，只得R250一種。

### 中国
2007年6月20日開始發售，票價分為220、550以及1,100元人民幣。

## 演唱會樣式
今次演唱會樣式大致與過往30年慈善活動相同:
- 1985年的援助演唱會(Live Aid)
- 1988年的國際特赦組織的搖滾音樂會

後來發展的演唱會大多邀請流行音樂和搖滾歌手或是演藝人員，來提高演唱會的知名度，他們都是義務演出，不收取酬勞。這個方法靈感主要來自:
- 1971年的孟加拉籌款音樂會
- 1979年的無核音樂會
- 1979年的柬埔寨籌款音樂會

## 被證實演出者
大會組織者邀請了150位世界最著名的演出者在音樂會上表演。到目前為止，證實了的演出者是如下:

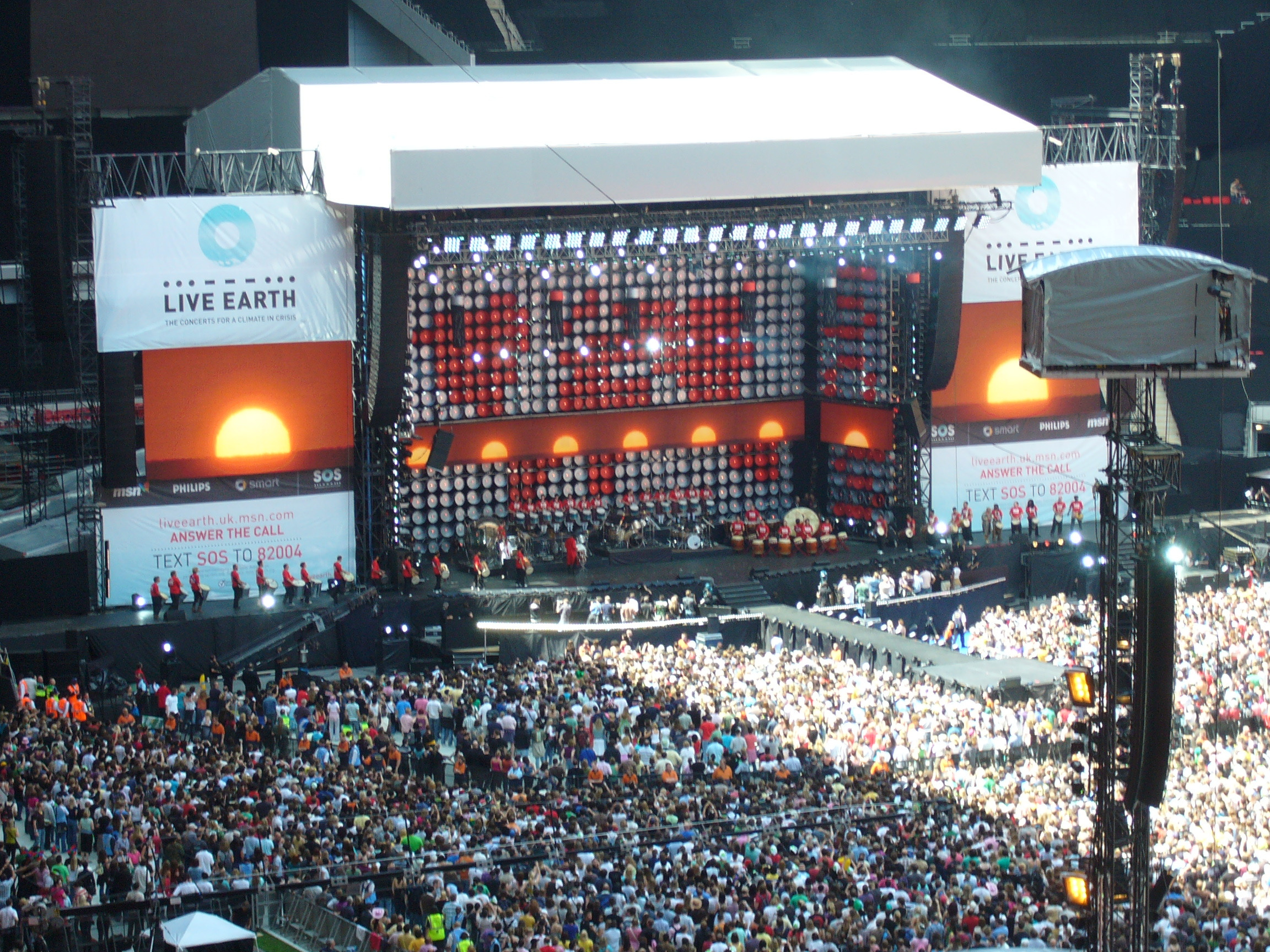
Live Earth, 英國.

| - 創世紀樂團 - 剃刀光芒 - 雪警樂團 - 戴米恩·莱斯 & 大衛·格雷 - 卡薩比恩 - 保羅·努提尼 - 黑眼豆豆 - 約翰傳奇 - 杜蘭杜蘭 - 嗆辣紅椒 - Bloc Party - 肯妮·貝兒 - Terra Naomi - 基音樂團 - 金屬樂隊 - Spinal Tap - 詹姆仕·布朗特 - 野獸男孩 - 小野貓 - 喷火战机乐队 - 瑪丹娜 推薦者 - Alan Carr - Anna Friel - 本·阿弗莱克 - 鲍里斯·贝克尔 - Chris Moyles - 艾恩·古福特 - 達尼·代爾 - 大衛·田納特 - 埃迪·伊扎德 - 傑拉德·巴特勒 - 潔芮·哈利維爾 - 葛雷漢·諾頓 - 基斯·洛克 - 強納森·羅斯 - June Sarpong - 凯尔·麦克拉克伦 - Ryan Bonifacino - 佩内洛普·克鲁兹 - 皮尔斯·布鲁斯南 - 魯伯特·埃弗里特 - 瑞吉·葛文 - 羅伯·雷納 - 羅素·布蘭德 - Terence Stamp |

| 6月22日星期五 - AFI - 阿肯 - 艾莉西亚·凯斯 - 邦喬飛 - 大衛·馬修樂團 - 打倒男孩 - 約翰·梅爾 - 肯伊·威斯特 - 凯斯·厄本 - 凱莉·克萊森 - 凱蒂·彤絲朵 - 卢达克里斯 - 梅莉莎·埃瑟里奇 - 罗杰·沃特斯 - 碎南瓜乐队 - Taking Back Sunday - 警察乐队 推薦者 - 艾伯特·戈尔 | - Blues Nation - 加斯·布鲁克斯 - Billy Talent - Iyanka Cooray ft Hasula Prematilake - Kim Richey - Native Roots - Yarina - Trisha Yearwood 推薦者 - 艾伯特·戈尔 |

### Aussie Stadium(澳洲)
演出先後次序
- Blue King Brown（英语：Blue King Brown）
- Toni Collette & the Finish（英语：Toni Collette & the Finish）
- Sneaky Sound System（英语：Sneaky Sound System）
- 捉刀
- Paul Kelly（英语：Paul Kelly (musician)）
- Eskimo Joe（英语：Eskimo Joe）
- Missy Higgins（英语：Missy Higgins）
- The John Butler Trio（英语：The John Butler Trio）
- 狼母
- 傑克·強森
- Crowded House（英语：Crowded House）

推薦者
- Peter Garrett（英语：Peter Garrett）
- Jimmy Barnes（英语：Jimmy Barnes）
- Hamish & Andy（英语：Hamish & Andy）
- Merrick and Rosso（英语：Merrick and Rosso）
- Adam Spencer（英语：Adam Spencer）

| - Widescreen Mode - Angelique Kidjo - Baaba Maal - Vusi Mahlasela - The Parlotones - 索韋托福音合唱團 - 喬絲·史東 - UB40 - Zola 推薦者 - 娜奧美·金寶 - DJ Suga |

| 演出先後次序 - 元氣Rockets (opening act) - RIZE - 絢香 - 大塚爱 - AI - 艾勒比 - 學院貴公子 - Cocco - 聯合公園 - 倖田來未 - 蕾哈娜 - 粉紅邦妮 - 迈克尔·尼曼 - 屎爛幫 - UA - 黃色魔術交響樂團 (special reunion) |

| - 夏奇拉 和 Gustavo Cerati - 史努比狗狗 - 罗杰·自茨乐 - MIA. - Sasha - Stefan Gwildis - 侯爵 - 瑪莉亞·梅娜 - 銀月 - Michael Mittermeier - 克里斯·康奈爾 - 安立奎·伊格萊西亞斯 - Jan Delay - Juli - 凱特·瑪露 - Lotto King Karl - Maná - Mando Diao - Reamonn 和 Ritmo Del Mundo - 槍炮英雄樂團 - Samy Deluxe - 卡特·史蒂文斯/Cat Stevens 推薦者 - 卡特琳娜·维特 - Bianca Jagger - Gülcan Karahancı | As of Tue, June 26 - 藍尼·克羅維茲 - headliner - 法瑞尔·威廉姆斯 - 梅茜·葛蕾 - Xuxa - O Rappa - Marcelo D2 - Jorge Ben Jor - Jota Quest - Vanessa da Mata - MV Bill |

| - 黃耀明 - 陳奕迅 - 許慧欣 - 黃曉明 - 容祖兒 - 莎拉·布萊曼 - Soler - 辛曉琪 - 女子十二樂坊 - 我型我秀和加油好男儿的参赛选手 | - Nunatak |

## 非官方組織音樂會
全球會有約7112個音樂會與官方共同支持對抗全球變暖和溫室效應的危機。

## 爭論和批評
2007年7月4日，巴西里約熱內盧法官下令取消演唱會，理由是該市正在全力準備泛美運動會，沒有足夠警力確保演唱會順利舉行。
英國年輕搖滾樂團「北極潑猴」（Arctic Monkeys）認為，演唱會用在舞台照明的電可供十個家庭使用，歌手必須靠長途飛行和搭車往來各地演出，這些都有違「節約能源」宗旨，根本不環保，所以拒絕參加演唱會。
《滾石雜誌》編輯伊凡索皮克表示：「我認為這個演唱會的目標相當模糊，他們應該早一點著手才能做的更好；同時，也應該讓主題更為明確一點。」另外有些人批評，瑪丹娜（Madonna）不但喜歡搭乘私人飛機，還喜歡收藏名車，坐擁多輛名車與豪宅，生活不環保到極點，代言環保開唱簡直就是負面示範。

## 主題曲
氣候危機演唱會主題曲是"Hey You"，由瑪丹娜(Madonna)主唱。歌曲可以從MSN免費下載。微軟答應每下載一次，他們就會捐款$0.25美元給氣候保護組織。
麥當娜會在2007年7月7日在倫敦溫布萊球場唱出主題曲。

## 外部連結
- Live Earth氣候危機演唱會官方網頁 （页面存档备份，存于）
- Live Earth氣候危機演唱會MSN網頁
- Live Earth氣候危機演唱會官方日誌
- Live Earth氣候危機演唱會非官方日誌
- Live Earth氣候危機演唱會TVB網頁

## 資料來源
1. ↑  "Who We Are - About Live Earth" （页面存档备份，存于）, Liveearth.org
2. ↑  "Live Earth revealed" 的存檔，存档日期2007-02-19., Reuters
3. ↑  .   [2007-07-08]. （原始内容存档于2008-03-17）.
4. ↑  "Live Earth UK unveiled" （页面存档备份，存于）, Liveearth.org
5. ↑  （荷兰文） BNN: Live Earth op Nederland 3 en 3FM （页面存档备份，存于）
6. ↑  .   [2007-07-02]. （原始内容存档于2021-02-10）.
7. ↑  .   [2007-07-02]. （原始内容存档于2007-10-10）.
8. 1 2  Live Earth Fact Sheet 的存檔，存档日期2008-06-02.
9. ↑  .   [2007-07-08]. （原始内容存档于2020-08-05）.
10. 1 2 3  www.liveearthhamburg.de
11. ↑  'Live Earth' Hamburg's Special Guest: Yusuf Islam 的存檔，存档日期2008-01-23.
12. ↑  .   [2007-07-02]. （原始内容存档于2008-12-10）.
13. ↑  .   [2007-07-08]. （原始内容存档于2007-09-30）.
14. ↑  http://friendsofliveearth.com/ （页面存档备份，存于） Friends of Live Earth
15. ↑  .   [2007-07-16]. （原始内容存档于2008-02-05）.